# Tu viện Westminster
Tu viện Westminster (tiếng Anh: Westminster Abbey), có tên chính thức Nhà thờ kinh sĩ đoàn Thánh Peter tại Westminster (Collegiate Church of St Peter at Westminster), là một nhà thờ theo kiến trúc Gothic ở Westminster, Luân Đôn, nhà thờ này nằm ở phía tây của Cung điện Westminster.
Kể từ năm 1066, Tu viện Westminster là nơi tiến hành lễ đăng quang của 39 vị quân chủ Anh. Đã có ít nhất 16 đám cưới vương thất đã được tổ chức ở tu viện kể từ năm 1100. Đây cũng là nơi chôn cất của hơn 3300 nhân vật nổi tiếng khác trong Lịch sử Anh: 18 vị quân chủ, các thủ tướng, nhà văn, nhà thơ, nghệ sĩ, nhà khoa học, tướng lĩnh quân sự và một ngôi mộ Chiến sĩ Vô danh. Cùng với Cung điện Westminster và Nhà thờ Thánh Margaret, Tu viện Westminster đã được UNESCO xếp hạng Di sản thế giới vào năm 1987.

## Lễ đăng quang
Kể từ lễ đăng quang năm 1066 của Vua Harold và William I của Anh, toàn bộ các vua và nữ vương của Anh và Vương quốc Liên hiệp Anh (trừ Edward V và Edward VIII vốn không có lễ đăng quang) đều làm lễ lên ngôi tại Tu viện Westminster. Một trường hợp ngoại lệ khác là Henry III, vị vua này không thể lên ngôi ở Luân Đôn vì khi đó Louis VIII của Pháp đang chiếm giữ thành phố. Henry III làm lễ đăng quang ở Nhà thờ lớn Gloucester, một lễ đăng quang bị Giáo hoàng coi là chưa hợp lệ, vì vậy ngày 17 tháng 5 năm 1220 Henry III đã làm lễ đăng quang bổ sung ở Tu viện. Jane Grey, người vốn chỉ ngồi trên ngai vàng 9 ngày, cũng chưa từng có lễ đăng quang. Theo thông lệ, người làm lễ đăng quang tại Tu viện là Tổng giám mục Canterbury, Ngai vàng của vua Edward là chiếc ngai đã được sử dụng tại tất cả các buổi lễ kể từ năm 1308.

## Nơi chôn cất
Phần lớn các quân chủ Anh cùng gia đình được chôn cất tại Tu viện Westminster trừ Henry VIII, Charles I (được chôn cất tại Nhà nguyện St George, Windsor trong Lâu đài Windsor) cùng các thành viên Vương thất Anh kể từ sau George II. Bên cạnh đó, nhiều nhà quý tộc Anh và tăng lữ hoặc những người có liên quan tới Tu viện cũng an nghỉ tại đây, trong đó có rất nhiều nhân vật danh tiếng trong lịch sử nước Anh với danh sách cụ thể dưới đây:

### Vương thất
| - Edward Người Tuyên xưng Đức tin và vợ Edith của Wessex - Henry III của Anh - Edward I của Anh và vợ Leonor của Castilla - Edward III của Anh và vợ Philippa xứ Hainault - Richard II của Anh và vợ Anne của Bohemia - Henry V của Anh và vợ Catherine xứ Valois - Edward V của Anh - Henry VII của Anh và vợ Elizabeth xứ York - Edward VI của Anh - Mary I của Anh - Elizabeth I của Anh | - James I của Anh và vợ Anna của Đan Mạch - Mary II của Anh - William III của Anh - Anne I của Anh và chồng Jørgen của Đan Mạch - George II của Anh và vợ Caroline xứ Ansbach - Anne Neville, vợ Richard III của Anh - Anna xứ Kleve, vợ thứ 4 của Henry VIII của Anh - Mary I của Scotland, mẹ của James I của Anh - Elizabeth của Anh, con gái của James I của Anh, bà ngoại của George I của Anh |

### Nhân vật nổi tiếng

#### Gian giữa
| - Alphonso, Bá tước xứ Chester - Edmund Allenby, Tử tước Allenby thứ nhất - John André - Francis Atterbury - Clement Attlee, Bá tước Attlee thứ nhất - Ngài Charles Barry - Ernest Bevin - Andrew Bonar Law - Angela Burdett-Coutts, Nữ nam tước Burdett-Coutts thứ nhất - Thomas Cochrane, Bá tước thứ 10 xứ Dundonald - Charles Darwin - Joost de Blank - Freeman Freeman-Thomas, Hầu tước thứ nhất xứ Willingdon - George Graham - Ben Jonson - David Livingstone | - Charles Lyell - Ngài Isaac Newton - Herbert Plumer, Tử tước Plumer thứu nhất - Ernest Rutherford, Nam tước Rutherford thứ nhất - George Gilbert Scott - Robert Stephenson - Ludovic Stewart, Công tước thứ 2 xứ Lennox - George Edmund Street - J. J. Thomson - William Thomson (Huân tước Kelvin) - Thomas Tompion - Chiến sĩ Vô danh - Beatrice Webb - Sidney Webb, Nam tước Passfield thứ nhất - Stephen Hawking |

#### Gian phía Bắc
| - William Ewart Gladstone - William Pitt, Bá tước thứ nhất xứ Chatham - Edmund Crouchback - William Pitt Trẻ | - William Wilberforce - Robert Stewart - Ngài John Malcolm - William Murray |

#### Gian phía Nam
| - Tướng John André - Robert Adam - W. H. Auden - Robert Browning - William Camden - Thomas Campbell - Geoffrey Chaucer - William Congreve - Abraham Cowley - William Davenant - John Denham - Charles Dickens - Michael Drayton - John Dryden - Adam Fox | - David Garrick - John Gay - Gabriel Goodman - George Frideric Handel - Thomas Hardy - Ngài Henry Irving - Tiến sĩ Samuel Johnson - Rudyard Kipling - Thomas Macaulay - John Masefield - Anne Oldfield - Laurence Olivier, Nam tước Olivier - Thomas Parr - Richard Brinsley Sheridan - Edmund Spenser - Alfred Tennyson, Nam tước Tennyson thứ nhất |

#### Hành lang
| - Edmund Ayrton - Aphra Behn - Đại tướng John Burgoyne - Muzio Clementi - Percy Dearmer | - Huân tước Fraser xứ Lonsdale - Johann Peter Salomon - William Shield - John Thorndike - William Turner - James Cook Wright |

#### Hai cánh giàn hợp xướng
| Phía Bắc - Henry Purcell - Ralph Vaughan Williams | Phía Nam - Dame Sybil Thorndike - Thống chế Cloudesley Shovell - Paul Methuen - James Kendall |

#### Các nhà nguyện
| Nhà nguyện Ambulatory - Robert Aytoun - Eleanor de Bohun - Anne of Kleve - Lionel Cranfield, Bá tước thứ nhất xứ Middlesex - John xứ Eltham, Bá tước xứ Cornwall - Ngài Rowland Hill - Simon Langham - Edward Talbot, Bá tước thứ 8 xứ Shrewsbury - William de Valence, Bá tước thứ nhất xứ Pembroke - Catherine của Pháp - George Villiers, Công tước thứ 1 xứ Buckingham - Katherine Villiers, Công tước phu nhân xứ Buckingham | Nhà nguyện Henry VII's Lady - Joseph Addison - Margaret Douglas, Bá tước phu nhân xứ Lennox - Hugh Dowding, Nam tước Dowding thứ nhất - George Monck, Công tước thứ nhất xứ Albemarle - Hugh Trenchard, Tử tước Trenchard thứ nhất - Thiếu tướng Charles Worsley |

### Kỷ niệm
- Christopher Anstey, chôn cất tại Bath, Somerset
- Quý bà Peggy Ashcroft, hỏa táng tại Nhà hỏa táng Golders Green, Luân Đôn
- Jane Austen, chôn cất tại Nhà thờ chính tòa Winchester
- Robert Baden-Powell, Nam tước Baden-Powell thứ nhất, chôn cất tại Nyeri, Kenya và Quý cô Baden-Powell, hỏa táng tại Nyeri, Kenya
- Stanley Baldwin, hỏa táng tại Nhà hỏa táng Golders Green
- Robert Blake, chôn ở Nhà thờ Thánh Margaret, Westminster
- William Booth, chôn cất tại Stoke Newington
- Benjamin Britten, Nam tước Britten xứ Aldeburgh chôn cất ở nhà thờ xứ Aldeburgh
- Charlotte Brontë, Emily Jane Brontë, Anne Brontë; Charlotte và Emily được chôn cất tại Haworth, Anne được chôn cất tại Scarborough
- Huân tước Byron, chôn cất tại Hucknall, Nottinghamshire
- Ngài Winston Churchill, chôn cất tại Bladon, Oxfordshire
- John Clare, chôn cất tại Helpston, Cambridgeshire
- William Cowper chôn ở Đông Dereham, Norfolk
- Diana Spencer, Vương phi xứ Wales chôn cất tại Althorp, Northamptonshire
- Richard Dimbleby, chôn cất tại Lynchmere, West Sussex
- Paul Dirac, chôn cất tại Florida
- Benjamin Disraeli, 1st Earl của Beaconsfield, chôn cất tại Hughenden Manor, Buckinghamshire
- Francis Drake, chôn cất tại Portobelo, Panama
- Edward Elgar, chôn cất tại Little Malvern, Worcestershire
- John Franklin, chôn cất tại đảo King William, Canada
- Adam Lindsay Gordon, chôn cất tại Úc
- John Harrison, chôn cất tại Hampstead
- Mục sư Evelyn Levett Sutton, giáo sĩ Westminster.
- Henry Wadsworth Longfellow, chôn cất tại Cambridge, Massachusetts
- George Herbert
- James Ramsay Macdonald, chôn cất tại Spynie, gần Lossiemouth, Grampian
- Louis Mountbatten, Bá tước Mountbatten thứ nhất của Miến Điện, chôn cất ở tu viện Romsey
- William Shakespeare, chôn cất tại Stratford-upon-Avon
- Dylan Thomas, chôn cất tại Laugharne
- Thomas Totty, chôn cất ở Nhà nguyên Portsmouth Garrison, Portsmouth, Hampshire
- Charles Wesley, chôn cất tại Old Marylebone, Luân Đôn
- John Wesley, chôn cất tại City Road Chapel, Luân Đôn
- Oscar Wilde, chôn cất tại Nghĩa trang Père Lachaise Paris
- Đại tướng James Wolfe, chôn cất tại Greenwich
- Mười sáu nhà thơ thời Chiến tranh thế giới thứ nhất:
  - Richard Aldington, chôn cất tại Pháp
  - Laurence Binyon, chôn cất tại Reading, Berkshire
  - Edmund Blunden, chôn cất tại Long Melford, Suffolk
  - Rupert Brooke, chôn cất tại Skyros, Hy Lạp
  - Wilfrid Gibson
  - Robert Graves, chôn cất tại Deià, Mallorca, Tây Ban Nha
  - Julian Grenfell, chôn cất tại Boulogne-sur-Mer, Pháp
  - Ivor Gurney, chôn cất tại Twigworth, Gloucestershire
  - David Jones, chôn cất tại Crofton Park, Lewisham
  - Robert Nichols
  - Wilfred Owen, chôn cất tại Ors, Pháp
  - Herbert Read, chôn cất tại Stonegrave, Bắc Yorkshire
  - Isaac Rosenberg, chôn cất tại Pas de Calais, Pháp
  - Siegfried Sassoon, chôn cất tại Mells, Somerset
  - Charles Sorley
  - Edward Thomas chôn cất tại Nghĩa trang quân đội Agny, Pháp
- Các thánh tử vì đạo thế kỷ 20, có tượng trên cổng lớn phía Tây:
  - Maximilian Kolbe
  - Manche Masemola
  - Janani Luwum
  - Elisabeth của Hessen
  - Martin Luther King, Jr.
  - Óscar Romero
  - Dietrich Bonhoeffer
  - Esther John
  - Lucian Tapiedi
  - Wang Zhiming

### Rút bỏ
Những người sau đây từng được chôn cất tại Tu viện Westminster nhưng sau đó đã bị rút bỏ theo lệnh của vua Charles II:
- Oliver Cromwell
- Robert Blake
- John Pym

Tháng 11 năm 1869, theo đề nghị của Trưởng tu viện Westminster và được Nữ vương Victoria phê chuẩn, nhà hoạt động từ thiện George Peabody được chôn cất tạm thời tại Tu viện nhưng sau đó hài cốt đã được đưa về chôn cất ở Salem, Massachusetts.